# Rhodopis vesper
O beija-flor-dos-oásis ou  colibri-dos-oásis (Rhodopis vesper) é uma espécie de ave da família Trochilidae (beija-flores).
Pode ser encontrada nos seguintes países: Chile e Peru.
Os seus habitats naturais são: matagal árido tropical ou subtropical, matagal húmido tropical ou subtropical e matagal tropical ou subtropical de alta altitude.